# عواقب (فیلم ۲۰۲۱)
عواقب (به انگلیسی: Aftermath) یک فیلم ترسناک آمریکایی محصول سال ۲۰۲۱ به کارگردانی پیتر وینتر با بازی اشلی گرین و شان اشمور است. این فیلم در ۴ اوت ۲۰۲۱ در شبکه نتفلیکس منتشر شد.

## داستان
در حالی که یک زوج جوان در تلاش برای ماندن کنار هم هستند، یک پیشنهاد شگفت‌انگیز برای یک خانه با گذشته مشکوک داده می‌شود که قیمت آن هم فراتر از توان آنهاست. اما در آخرین تلاش برای شروع مجدد بعنوان یک زوج، آنها پیشنهاد را قبول می‌کنند.